# Pyytöjärvi (sjö i Enare, Lappland, Finland)
Pyytöjärvi eller Harjujärvi är en sjö i Finland. Den ligger i kommunen Enare i landskapet Lappland, i den norra delen av landet, 1 000 km norr om huvudstaden Helsingfors. Harjujärvi ligger 161 meter över havet. Arean är 20,1 hektar och strandlinjen är 2,23 kilometer lång. Sjön  ingår i Pasvik älvs huvudavrinningsområde. 